# Dżasim Bahman
Dżasim Bahman, Jasem Bahman (ur. 15 lutego 1958 roku) – kuwejcki piłkarz występujący na pozycji bramkarza.

## Kariera klubowa
Dżasim Bahman podczas Mistrzostwa Świata 1982 występował w klubie Al Qadsia.

## Kariera reprezentacyjna
Dżasim Bahman występował w reprezentacji Kuwejtu w latach osiemdziesiątych.
W 1982 uczestniczył w Mistrzostwach Świata. W turnieju finałowym w Hiszpanii był rezerwowym i nie wystąpił w żadnym spotkaniu.